# Миссури (река)
Миссу́ри (англ. Missouri, МФА: [mɨˈzɝi]) — река в США, крупнейший по протяжённости и второй по полноводности приток Миссисипи.
Длина реки составляет 3767 км (Миссури лишь на 3 км уступает по длине Миссисипи и является второй по длине рекой-притоком в мире после Иртыша в России). Берёт начало в Скалистых горах, течёт главным образом в восточном и юго-восточном направлениях. Впадает в Миссисипи вблизи города Сент-Луис. Площадь бассейна составляет более 1 300 000 км² и включает часть территории десяти штатов США и двух провинций Канады.
Первые люди появились в долине Миссури более 12 тысяч лет назад, берега реки населяли более 10 различных индейских племён. В XIX веке река стала важным путём продвижения переселенцев на запад и расширения территории США. В первой половине XX века на реке было построено множество дамб и других ирригационных сооружений. Судоходство на Миссури, бурно развивавшееся с 1830-х годов и достигшее своего пика в конце 1850-х годов, в настоящее время находится в упадке.

## Течение
Миссури образуется в Скалистых горах на юго-востоке Монтаны при слиянии двух рек — Джефферсон и Мадисон. Длиннейший из истоков начинается из ручья Брауэр на высоте 2750 м над уровнем моря, на западном склоне горы Джефферсон. Направляясь сперва на запад, а затем на север, ручей впадает в Хэлл-Рэарин-Крик, а тот, в свою очередь — в реку Рэд-Рок. Уклонившись к северо-востоку, Рэд-Рок впадает в реку Биверхэд, а та уже формирует реку Джефферсон. Река Файрхол берёт начало из озера Мадисон в национальном парке Йеллоустон и, соединяясь с рекой Гиббон, формирует реку Мадисон. Другой исток Миссури, Галлатин, берёт начало из одноимённого озера, расположенного также на территории национального парка. Последние два истока, начинаясь в Вайоминге, текут главным образом в северном и северо-западном направлениях, на территорию Монтаны.
Официально Миссури начинается в месте соединения рек Джефферсон и Мадисон в парке штата Исток Миссури, вблизи городка Три-Форкс (Монтана). Галлатин впадает в неё всего в 1,6 км ниже по течению. Затем Миссури протекает через водохранилище Каньон-Фэрри, к западу от части Скалистых гор, известной как Большой пояс. Спускаясь с гор вблизи городка Каскейд одноимённого округа, река течёт на северо-восток до города Грейт-Фолс, где она падает в виде серии водопадов. После этого Миссури течёт на восток, через живописный регион каньонов, известный как Разломы Миссури. Здесь река принимает левый приток Марайас, после чего Миссури расширяется в виде водохранилища Форт-Пек, в нескольких километрах выше от места впадения в неё реки Масселшелл. Сразу ниже водохранилища в Миссури с севера впадает крупная река Милк.
Протекая в восточном направлении через равнинные районы восточной Монтаны, Миссури встречает приток Поплар, впадающий с севера недалеко от пересечения рекой границы с Северной Дакотой, где Миссури встречает свой наиболее многоводный приток — Йеллоустон, текущий с юго-запада. В месте его впадения Миссури на самом деле имеет меньший расход воды, чем сам Йеллоустон. Далее река, извиваясь, течёт далее на восток мимо города Уильстон и образует водохранилище Сакакави, сформированное дамбой Гаррисон. Ниже дамбы Миссури принимает западный приток Найф, а затем течёт в южном направлении до столицы Северной Дакоты — города Бисмарк, где в неё впадает река Харт, также текущая с запада. Далее, сразу ниже притока Каннонбол, на реке находится водохранилище Оахе. Впоследствии, ниже дамбы Оахе, Миссури продолжает течь на юг, принимая такие западные притоки как Гранд, Моро и Шайенн, уже на территории штата Южная Дакота.
Выходя на Великие Равнины, Миссури делает поворот на юго-восток, здесь река принимает значительный западный приток Ниобрара и множество мелких притоков. Затем река течёт в восточном направлении, формируя границу штатов Южная Дакота и Небраска, а далее, принимая крупный северный приток Джеймс, поворачивает к юго-востоку, составляя границу уже между Небраской и Айовой. Немногим ниже Джеймса Миссури принимает другой значительный северный приток — Биг-Су. У города Омаха Миссури встречает свой длиннейший приток — реку Платт, впадающий с запада. Ниже река составляет небольшую часть границ штатов Небраска и Миссури, а далее — Канзаса и Миссури. Ниже города Канзас-Сити, где в Миссури впадает Канзас, река протекает через центральную часть штата Миссури, где она встречает приток Осейдж, впадающий немногим ниже города Джефферсон-Сити. Миссури впадает в Миссисипи к северу от Сент-Луиса, на границе со штатом Иллинойс.

## Бассейн Миссури
Имея площадь бассейна около 1 371 000 км², Миссури охватывает почти одну шестую от площади США или примерно 5 % от площади всей Северной Америки. Сопоставимый по территории с канадской провинцией Квебек, бассейн Миссури охватывает почти всю центральную часть Великих Равнин, простираясь от Скалистых гор на западе до долины Миссисипи — на востоке и от канадской границы на севере до водораздела с бассейном реки Арканзас — на юге. По сравнению с Миссисипи выше их слияния, Миссури почти в два раза превосходит её по длине и почти в три раза — по площади бассейна. Доля Миссури в годовом стоке Миссисипи составляет 45 %, а в отдельные засушливые годы достигает 70 %.
По данным на 1990 год в бассейне Миссури проживали около 12 млн человек. Он полностью включает территорию американского штата Небраска, а также значительную часть территории штатов Колорадо, Айова, Канзас, Миннесота, Миссури, Монтана, Северная Дакота, Южная Дакота и Вайоминг, а также небольшую часть территории канадских провинций Альберта и Саскачеван. Крупнейшим городом на территории бассейна является Денвер (штат Колорадо) с населением более 600 тыс. человек, который образует обширную агломерацию с населением более 4 млн человек по данным на 2005 год. Другие крупные города расположены главным образом в юго-восточной части бассейна Миссури: Омаха (Небраска), Канзас-Сити (Миссури), Канзас-Сити (Канзас) и Сент-Луис (Миссури). Северо-западная часть бассейна напротив — довольно малонаселённа. Тем не менее, именно здесь располагаются самые быстрорастущие города бассейна, такие как, например, Биллингс (Монтана).
С пахотными землями площадью более 440 000 км² бассейн реки Миссури включает почти четверть всех сельскохозяйственных угодий страны, обеспечивая более трети всего урожая пшеницы, овса, ячменя и льна в США. В то же время орошаемые земли составляют всего 28 000 км² от всех сельскохозяйственных угодий бассейна. Ещё 730 000 км² составляют пастбища, главным образом для крупного рогатого скота. Леса занимают около 113 000 км² территории. Площадь населённых пунктов составляет менее 34 000 км², большая их часть находится вдоль самой Миссури и нескольких наиболее крупных притоков, таких как Платт и Йеллоустон.
Высота бассейна Миссури над уровнем моря меняется от около 120 м в месте устья до 4352 м в вершине пика Грейс в центральном Колорадо.
Климат бассейна различен, в целом характеризуется как континентальный с тёплым влажным летом и холодной, довольно суровой зимой. Большая часть бассейна получает от 200 до 250 мм осадков в год. В то же время крайняя западная часть бассейна в Скалистых горах, а также юго-восточные районы в штате Миссури получают до 1000 мм осадков. Большая часть осадков выпадает в зимний период, хотя для западной части бассейна характерен также недолгий, но интенсивный период летних гроз. Зимой в Монтане, Вайоминге и Колорадо температуры могут понижаться вплоть до −51 °C, тогда как летние температуры в Канзасе и Миссури могут достигать 49 °C.
Бассейн Миссури граничит с множеством других водосборов США и Канады. Американский континентальный водораздел, проходящий по главному хребту Скалистых гор, формирует также и большую часть западной границы бассейна. Бассейны трёх рек: Миссури, Колумбии и Колорадо встречаются в районе хребта Уинд-Ривер, в Вайоминге. В западной части штата Вайоминг, между бассейнами Миссури и Грин-Ривера (приток Колорадо) имеется довольно обширная бессточная область. Эту область иногда относят к бассейну Миссури, несмотря на то, что она не несёт свои воды по какую либо сторону Континентального водораздела. Северную границу бассейна Миссури формирует северный водораздел, отделяющий его от рек, впадающий в Гудзонов залив Северного Ледовитого океана. Между водосборами Миссури и реки Нельсон имеется несколько довольно значительных бессточных областей, расположенных на юге канадских провинций Альберта и Саскачеван. Восточной границей бассейна являются водосборы рек Миннесота и Де-Мойн (притоки верхней части Миссисипи). Южная граница проходит по плато Озарк и некоторым другим районам, отделяющим бассейны рек Уайт-Ривер и Арканзас — также притоков Миссисипи.

## Основные притоки
Миссури встречает более 95 крупных и несколько сотен мелких притоков. Большинство их протекает в направлении с запада на восток, согласно уклону Великих Равнин, однако некоторые левые притоки, такие как Джеймс и Биг-Су, текут в направлении с севера на юг.
Крупнейшими притоками по величине стока являются Йеллоустон, Платт, Канзас и Осейдж. Каждая из этих рек имеет сток с территории более 26 000 км² и средний расход воды более 140 м³/с. Несмотря на то, что Платт является длиннейшим притоком Миссури и имеет наибольшую площадь бассейна, река Йеллоустон является крупнейшим притоком по среднему расходу воды, который составляет около 390 м³/с — почти в 2 раза больше чем у реки Платт.
| Длиннейшие притоки Миссури | Длиннейшие притоки Миссури | Длиннейшие притоки Миссури | Длиннейшие притоки Миссури | Длиннейшие притоки Миссури | Длиннейшие притоки Миссури | Длиннейшие притоки Миссури |
| Название                   | Длина                      | Длина                      | Площадь бассейна           | Площадь бассейна           | Расход воды                | Расход воды                |
|                            | мили                       | км                         | мили²                      | км²                        | футы³/с                    | м³/с                       |
| -------------------------- | -------------------------- | -------------------------- | -------------------------- | -------------------------- | -------------------------- | -------------------------- |
| Платт                      | 1061                       | 1708                       | 84 910                     | 219 900                    | 7037                       | 199                        |
| Канзас                     | 749                        | 1205                       | 59 500                     | 154 000                    | 7367                       | 209                        |
| Милк                       | 729                        | 1170                       | 15 300                     | 39 600                     | 618                        | 17,5                       |
| Джеймс                     | 710                        | 1140                       | 21 500                     | 55 700                     | 646                        | 18,3                       |
| Йеллоустон                 | 702                        | 1130                       | 70 000                     | 180 000                    | 13 800                     | 391                        |
| Уайт-Ривер                 | 580                        | 933                        | 10 200                     | 26 420                     | 570                        | 16,1                       |
| Ниобрара                   | 568                        | 914                        | 13 900                     | 36 000                     | 1720                       | 48,7                       |
| Малая Миссури              | 560                        | 900                        | 9550                       | 24 700                     | 533                        | 15,1                       |
| Осейдж                     | 493                        | 793                        | 14 800                     | 38 300                     | 11 980                     | 339                        |
| Биг-Су                     | 419                        | 674                        | 8030                       | 20 800                     | 1320                       | 37,4                       |

## Расход воды
Миссури является девятой рекой США по расходу воды после Миссисипи, Святого Лаврентия, Огайо, Колумбии, Ниагары, Юкона, Детройта и Сент-Клэр (последние 2 реки являются фактически частью пролива между озёрами Гурон и Эри). Среди всех рек Северной Америки Миссури находится на тринадцатом месте по тому же показателю после Миссисипи, Маккензи, Святого Лаврентия, Огайо, Колумбии, Ниагары, Детройта, Сент-Клэр, Фрейзера, Невольничьей и Коксоака.
| Средний расход воды в некоторых городах | Средний расход воды в некоторых городах |
| Город                                   | м³/с                                    |
| --------------------------------------- | --------------------------------------- |
| Грейт-Фолс (Монтана)                    | 292                                     |
| Пирр (Южная Дакота)                     | 750                                     |
| Су-Сити (Айова)                         | 812                                     |
| Омаха (Небраска)                        | 912                                     |
| Канзас-Сити (Миссури)                   | 1570                                    |
| Бунвилл (Миссури)                       | 1902                                    |
| Херманн (Миссури)                       | 2478                                    |

Миссури протекает через преимущественно полузасушливые районы, это во многом объясняет то, что расход воды реки намного ниже, чем у некоторых других рек Северной Америки меньшей длины, а также имеет большую изменчивость. До строительства на реке дамб Миссури разливалась дважды в год: в апреле, когда тают снега на равнинах и в июне, во время таяния снегов и летних ливней в Скалистых горах. Июньское половодье было гораздо более разрушительным; в отдельные годы расход воды в 10 и более раз превышал нормальный показатель. На расход воды Миссури влияют более 17 тысяч водохранилищ с суммарной мощностью около 173,9 км³. За счёт водохранилищ осуществляется контроль над наводнениями. На расход воды реки влияет также и значительные испарения воды с поверхности водохранилищ; это является причиной ежегодных потерь более 3,8 км³ лишь с водохранилищ расположенных непосредственно на Миссури.
Геологическая служба США имеет вдоль Миссури 51 гидрологический пост. Средний расход воды у города Бисмарк (2115,5 км от устья) составляет 621 м³/с при площади водосбора 483 000 км² (35 % от всего бассейна Миссури). У города Канзас-Сити (589,2 км от устья) средний расход воды составляет уже 1570 м³/с при площади водосбора 1 254 000 км² (около 91 % от всего бассейна Миссури). Наиболее низкий гидрологический пост находится у города Херманн, штат Миссури (157,6 км от устья), где средний расход воды за период с 1897 по 2010 годы составляет 2478 м³/с при площади водосбора 1 353 000 км² (98,7 % от бассейна Миссури). Самый высокий средний расход был зафиксирован этим постом в 1993 году и составил 5150 м³/с; самый низкий показатель был отмечен за 2006 год и составил всего 1181 м³/с. Экстремальные показатели варьируются ещё значительнее. Так, 31 июля 1993 года во время наводнения расход воды составлял 21 000 м³/с, тогда как 23 декабря 1963 года во время затора он составлял всего 17 м³/с.

## Геология
Скалистые горы юго-западной Монтаны в верховьях Миссури поднялись во времена ларамийского орогенеза — горообразовательного процесса, происходившего 70-45 млн лет назад (конец мела — начало палеогена). Этот орогенез поднял меловые породы вдоль западного берега моря Ниобрара — мелководного внутреннего моря, простиравшегося от Северного Ледовитого океана до Мексиканского залива и накопившего отложения, которые сегодня лежат в основе большей части бассейна Миссури. Ларамийское поднятие стало причиной отступления моря и заложило основу для обширной речной системы, спускающейся со Скалистых гор и Аппалачей — предшественника современного бассейна Миссисипи. Процесс горообразования является необходимым для гидрологии Миссури ввиду того, что значительную роль в питании реки играют снега и льды, тающие в Скалистых горах.
Миссури и многие её притоки пересекают Великие равнины, протекая выше или врезаясь в породы группы Огаллала, а также в более древние осадочные породы среднего кайнозоя. Самый нижний крупнейший кайнозойский блок (формация Белой реки) отлагался около 35-29 млн лет назад; он сложен аргиллитами, песчаниками, известняками и конгломератами. Песчаники русла и более детальные отложения речной группы Арикари были отложены около 29-19 млн лет назад. Огаллала миоценового возраста и более молодая плиоценовая формация Широкой воды отложены над группой Арикари и сформированы из эрозионного материала со Скалистых гор в течение усиленного рельефообразования; эти формации простираются от Скалистых гор почти до границы со штатом Айова и служат причиной мягкого, но постоянного уклона Великих равнин к востоку и представляют собой основной водоносный горизонт.
Непосредственно перед самим четвертичным оледенением Миссури была, вероятно, разделена на 3 сегмента: верхнюю частью, текущую на северо-восток и впадающую в Гудзонов залив, а также среднюю и нижнюю части, текущие на восток. В ходе иллинойского (среднечетвертичного) оледенения Миссури была вынуждена изменить направление течение на юго-восточное вплоть до современного места впадения в Миссисипи; оледенение также повлекло объединение сегментов в единую речную систему, текущую вдоль регионального уклона.
Одно из прозвищ, Большая мутная река («Big Muddy»), дано Миссури за необычно большие отложения осадков и ила — одни из самых больших среди всех рек Северной Америки. Ранее река участвовала в транспортировке около 193—290 млн тонн материала ежегодно. В наши дни строительство дамб уменьшило количество этого материала до 18-23 млн тонн. Значительная часть материала происходит из-за размыва поймы во время изменений русла реки. Строительство дамб во многом изменило природное место выноса осадочного материала. Водохранилища, расположенные вдоль реки получают ежегодно около 32,9 млн тонн материала. Тем не менее, даже сегодня Миссури транспортирует более половины всего твёрдого стока, выносимого в Мексиканский залив. Обширная дельта Миссисипи также во многом была образована благодаря материалу, выносимому Миссури.

## История

### Первые люди
Археологические свидетельства говорят о том, что первые люди в бассейне реки Миссури появились примерно между 10 000 и 12 000 лет назад, в конце плейстоцена. В конце последнего ледникового периода началась великая миграция людей через Берингов мост из Евразии на территорию обеих Америк. Переселение происходило довольно медленно и занимало много веков; река Миссури представляла собой один из главных миграционных путей в долины Огайо и нижней части Миссисипи. Тем не менее, значительная часть переселенцев, в том числе строители курганов, осталась непосредственно в долине реки, став предками более поздних индейцев Великих Равнин.
Индейцы, жившие вдоль Миссури имели доступ к достаточному количеству пищи, воды и жилья. Равнины были населены множеством животных, обеспечивающих коренное население этих мест мясом, одеждой и другими необходимыми предметами быта; растительность долины реки также обеспечивала этих людей природными травами и продуктами питания. Нет никаких доевропейских письменных свидетельств об этих племенах ввиду отсутствия у них письменности. Согласно описаниям исследователей, основными племенами, проживающими вдоль реки были: ото, миссури, омаха, понка, янктонаи, лакота, янктоны, арикара, хидатса, манданы, ассинибойны, гровантры и пикани.
Индейцы ограничено использовали Миссури в качестве торгового и транспортного пути. Кроме того, река и её притоки часто составляли границы племён. Образ жизни индейцев реки характеризовался главным образом как полукочевой, многие племена имели разные летние и зимние места стоянок. Тем не менее, именно вдоль реки располагался центр богатства и торговли региона. Большое скопление деревень манданов, хидатса и арикара на островах и утёсистых берегах Миссури служило домом для тысяч индейцев, а позднее использовалось также первыми исследователями этих мест и торговцами пушниной как рынки и фактории.

### Ранние исследователи
В мае 1673 года французские исследователи Луи Жолье и Жак Маркетт двинулись из поселения Сент-Игнас на озере Гурон вниз по рекам Висконсин и Миссисипи надеясь достичь Тихого океана. В конце июня они достигли реки Миссури, став первыми задокументироваными европейскими первооткрывателями этой реки, на которой согласно их журналу были наводнения. Эта экспедиция исследовала лишь устье реки, направившись далее вниз по Миссисипи, а узнав, что та, вопреки их ожиданиям, впадает в Мексиканский залив, повернула назад, достигнув лишь устья реки Арканзас.
В 1682 году Франция расширила свои территориальные претензии в Северной Америке, включив в свой состав земли к западу от реки Миссисипи, в том числе нижнюю часть Миссури. Тем не менее, река, по сути, была не исследована европейцами вплоть до экспедиции под руководством Этьена де Веньярда, Сьёра Бургмонта в 1714 году, которая достигла как минимум устья реки Платт. В то же время не вполне ясно, каким образом Бургмонт, достигнув лишь этого места, мог описывать в своём журнале белокурых манданов, селения которых находились на территории современной Северной Дакоты. Вероятно, экспедиция продвинулась намного дальше. В опубликованных в том же году Бургмонтом документах для реки впервые используется название «Миссури», кроме того, он дал имена многим притокам реки, главным образом по названию племён, живших вдоль их. Многие из данных им названий используются и сегодня.
Франко-индейская война разразилась тогда, когда противоречия Франции и Великобритании в регионе достигли своего апогея в 1754 году. К 1763 году война для Франции была проиграна; почти все колониальные владения страны перешли к Британии, за исключением Луизианы, которая стала колонией Испании по Парижскому мирному договору. Наиболее удачливой экспедицией можно считать экспедицию под руководством Джеймса Маккея и Джона Эванса. Они основали свою зимнюю стоянку в 32 км к югу от современного Су-Сити в 1795 году, далее продвинулись до территории Северной Дакоты, где из разговоров с местным населением определили расположение реки Йеллоустон. Также, ими была составлена довольно точная карта верхней части Миссури.
Вся Луизиана, включая низовья Миссури, были куплены американским президентом Джефферсоном у Франции в 1803 году; в результате этого территория США возросла почти в два раза. К этому времени уже было известно о реке Колумбия, протекающей на сходных широтах и было популярно мнение о существовании между Миссури и Колумбией соединения либо узкого волока. Мериуэзер Льюис и Уильям Кларк предприняли свою знаменитую экспедицию в 1804 году; экспедиция состояла из 33 человек и размещалась на трёх лодках. Хотя они стали первыми европейцами, путешествовавшими по Миссури на протяжении всей её длины и достигнувшими через реку Колумбия тихоокеанского побережья, обнаружить существование северо-западного прохода им так и не удалось. Карты Льюис и Кларка стали основой для будущих исследователей и мигрантов. Наладив отношения с несколькими индейскими племенами, им удалось собрать довольно много информации о климате, экологии и геологии региона. Многие современные географические названия в верховьях Миссури были даны участниками этой экспедиции. Истоки Миссури первым в 1829 году исследовал немецкий путешественник герцог Пауль Вильгельм Вюртембергский.

### Торговля пушниной
Первые охотники за пушниной проникали в северную часть бассейна Миссури ещё в XVIII веке. Они продвигались из разных мест: с Гудзонова залива, с северо-запада тихоокеанского побережья, со среднего запада США. Тем не менее, большинство из них не задержались в регионе слишком долго, не найдя значительных ресурсов. Первые сообщения о стане тысяч животных пришли после возвращения в 1806 году Мериуэзера и Кларка из своей двухлетней экспедиции. Их журналы описывали тысячи буйволов, бобров и выдр, а также огромные популяции каланов на северо-западе тихоокеанского побережья. В 1807 году Мануэль Лиза организовал экспедицию, приведшую впоследствии к процветанию в регионе торговли пушниной. Лиза и его команда путешествовали по рекам Миссури и Йеллоустон и обменивали пушнину на различные промышленные товары у местного населения. Кроме того, ими был основал форт Раймонд на пересечении рек Йеллоустон и Бигхорн, на юге Монтаны.
Форт Раймонд был чуть позже заменён фортом Лиза при впадении Йеллоустона в Миссури и другим фортом, также называемым Лиза, расположенным ниже по реке, в Небраске. В 1809 году Лиза совместно с Уильямом Кларком, Пьером Шото и другими основали Меховую компанию Миссури. В 1828 году Американская меховая компания основала в устье Йеллоустона Форт-Юнион, который впоследствии становится штаб-квартирой пушной торговли в верхней части бассейна Миссури.
В регион устремляются тысячи охотников за пушниной, которые проторяют первые тропы, используемые позже первыми переселенцами, идущими на запад. Необходимость транспортировки огромного количества пушнины требует судов. Это было веским основанием, способствующим началу развития на Миссури речного транспорта.
В 30-е годы XIX столетия пушная промышленность региона начинает медленно затухать. Это связано с резким снижением спроса этого продукта, а также с серьёзным сокращением популяций бобров в Скалистых горах из-за слишком интенсивной охоты. Кроме того, частые нападения местного населения на торговые посты делали работу работников меховых компаний слишком опасной. В ряде районов эта отрасль продолжала существовать вплоть до 1840-х годов, однако в большей части бассейна она затухла гораздо раньше. Центр пушной индустрии сместился в долину Миссисипи и в Канаду. Тем не менее, несмотря на закат отрасли, торговля пушниной способствовала открытию американского запада и устремлению последующего потока переселенцев.

### Переселенцы и первопроходцы
В XIX веке Миссури примерно определяла границу страны, особенно в своём нижнем течении, ниже города Канзас-Сити. Все основные переселенческие тропы на американский запад начинались именно от реки, включая Калифорнийскую, Мормонскую и Орегонскую тропы, а также путь Санта-Фе. Мост Ганнибала, построенный в 1869 году в городе Канзас-Сити, стал первым мостом через Миссури. Между 1830-1860-ми годами из одного только города Индепенденс в низовьях реки на дальний запад выехали более 500 тыс. человек, руководствуясь различными причинами от полного экономического краха до жажды наживы во времена калифорнийской золотой лихорадки. Распространённым исходным пунктом для путешествия был также город Омаха (Небраска), от которого переселенцы шли на запад вдоль реки Платт. Основным транспортным средством вплоть до становления регулярного судоходства на реке в 1850-е годы были крытые повозки, часто называемые «шхуны прерий».
Во времена золотой лихорадки в Монтане и Орегоне по Миссури перевозилось до 80 % всех грузов и пассажиров между этими регионами и средним западом. Переселенцы зачастую сталкивались с конфликтами с местным население Великих равнин, многие из которых перерастали в ожесточённые войны. Договоры, заключаемые с племенами, основной целью которых было урегулирование границ, обычно не приносили ожидаемого результата. Открытые вооружённые столкновения часто вспыхивали вдоль Пути Бозмана, на территории Монтаны, Северной и Южной Дакот и Вайоминга. Эти столкновения вылились в Войну Красного Облака племён лакота и шайенны против белых американцев. Война закончилась заключением мирного договора 1868 года на условиях индейцев.
Тем не менее, мир и свобода коренного населения не продолжались слишком долго. Когда американские шахтёры нашли золото на западе Южной Дакоты и востоке Вайоминга и начали её добычу, то встретили сопротивление местного населения, так как по договору Форта-Лереми 1868 года эти земли отводились индейцам. В результате в 1876—1877 годах была развязана Война за Чёрные Холмы, окончившаяся разгромом индейцев сиу и шайеннов и их последующим выдворением в резервации.

### Строительство плотин
На рубеже XIX и XX веков вдоль Миссури было построено огромное количество плотин, что превратило почти 35 % течения реки в цепь водохранилищ. Такое развитие реки объяснялось различными факторами, такими как нехватка электроэнергии в сельских районах в северо-западной части бассейна, а также наводнениями и засухами, мешавшими быстрому развитию сельскохозяйственных и городских районов в нижнем течении Миссури. Небольшие частные гидроэнергетические проекты существовали ещё с 1890-х годов, однако большая часть современных дамб и водохранилищ в среднем течении реки были созданы в первой половине XX века.
Между 1890 и 1940 годами в районе города Грейт-Фолс (Монтана) было построено 5 плотин для выработки электроэнергии, используя одноимённую цепь водопадов, расположенных на Миссури. Первой плотиной на Миссури стала дамба Блэк-Игл, построенная в 1891 году. В 1926 году эта плотина была заменена на более современное сооружение. Крупнейшей из пяти дамб является Райан, построенная в 1913 году непосредственно над водопадом высота которого составляет 27 м. В то же время, несколько частных компаний, наиболее значимой из которых была Montana Power Company, начали строительство на участке реки выше Грейт-Фолс и ниже города Хелена. Небольшое сооружение, расположенное недалеко от современной дамбы Каньон-Ферри, было закончено в 1898 году и стало второй плотиной на Миссури. Недалеко от этого места в 1907 году была построена плотина Хаузер, однако уже в 1908 году из-за структурных недостатков она обрушилась, вызвав катастрофические наводнения в районах ниже по Миссури. Чтобы спасти ближайшие заводы от затопления, была взорвана часть плотины Блэк-Игл. Дамба Хаузер была перестроена в 1910 году и стоит по сей день.
| Плотины на Миссури | Плотины на Миссури  | Плотины на Миссури | Плотины на Миссури | Плотины на Миссури | Плотины на Миссури |
| Плотина            | Штат                | Высота (м)         | Водохранилище      | Мощность, (МВт)    |                    |
| ------------------ | ------------------- | ------------------ | ------------------ | ------------------ | ------------------ |
| Тостон             | Монтана             | 17                 |                    | 10                 |                    |
| Каньон-Ферри       | Монтана             | 69                 | Каньон-Ферри       | 50                 |                    |
| Хаузер             | Монтана             | 24                 | Хаузер             | 19                 |                    |
| Хольтер            | Монтана             | 38                 | Хольтер            | 48                 |                    |
| Блэк-Игл           | Монтана             | 4                  | Лонг-Пул           | 21                 |                    |
| Рэйнбоу            | Монтана             | 8,8                |                    | 36                 |                    |
| Кочрэйн            | Монтана             | 18                 |                    | 64                 |                    |
| Райан              | Монтана             | 19                 |                    | 60                 |                    |
| Морони             | Монтана             | 18                 |                    | 48                 |                    |
| Форт-Пек           | Монтана             | 76                 | Форт-Пек           | 185                |                    |
| Гаррисон           | С. Дакота           | 64                 | Сакакави           | 515                |                    |
| Оахе               | Юж. Дакота          | 75                 | Оахе               | 786                |                    |
| Биг-Бенд           | Юж. Дакота          | 29                 | Шарп               | 493                |                    |
| Форт-Рэндалл       | Юж. Дакота          | 50                 | Фрэнсис-Кейс       | 320                |                    |
| Гэйвинс-Пойнт      | Небраска Юж. Дакота | 23                 | Льюиса и Кларка    | 132                |                    |

В 1918 году в 72 км ниже города Хелена была построена плотина Хольтер; при создании водохранилища был затоплен известняковый каньон «Ворота гор» (Gates of the Mountains). В 1949 году было начато строительство современной плотины Каньон-Ферри для обеспечения борьбы с наводнениями в районе Грейт-Фолс. В 1954 году в воды водохранилища Каньон-Ферри погрузилось старое сооружение 1898 года, которое и сегодня остаётся под водой примерно 2,4 км выше современной плотины. В 1940 году была закончена плотина Форт-Пек в Монтане, обеспечивающая защиту от наводнений в низовьях реки. В связи с работами над строительством плотины было создано более 50 тыс. рабочих мест во времена Великой депрессии в рамках Нового курса Рузвельта. Тем не менее, Форт-Пек не могла защитить от наводнений в полной мере, так как контролировала лишь небольшую часть стока.
В 1944 году был принят Закон о защите от наводнений (Flood Control Act), давший толчок к дальнейшему строительству дамб. В 1950-е годы на Миссури было построено 5 плотин: Гаррисон, Оахе, Биг-Бенд, Форт-Рэндалл и Гэйвинс-Пойнт, сооружение которых осуществлялось в рамках плана Пик-Слоан.

## Судоходство
Судоходство на Миссури берёт начало с первыми лодками и каноэ индейцев, за тысячи лет до прихода на Великие Равнины европейцев. Первым пароходом на реке был Independence, который начал ходить между Сент-Луисом и Кейтесвилл (Миссури) около 1819 года. К 1830-м годам почтовые и грузовые суда регулярно курсировали между Канзас-Сити и Сент-Луисом, а также довольно часто и вверх по течению реки. Лишь немногие из них, такие как пароходы Western Engineer и Yellowstone были способны ходить вверх вплоть до восточной Монтаны. Особенное развитие судоходство получило во времена торговли пушниной, именно тогда пароходы и другие суда начали ходить почти по всему течению Миссури
Судоходство продолжало быстро развиваться в 50-е годы XIX века и достигло своего пика в 1858 году, когда на реке постоянно было задействовано более 130 пароходов и множество более мелких судов. Многие суда строились на реке Огайо, прежде чем быть переправленными на Миссури. Успех отрасли, однако, вовсе не означал её безопасность.
Из-за огромного количества наносимого ила и материала, а также изменений русла, люди не имели достаточно полной информации о дне реки. Это привело к гибели более 300 судов; из-за столь большой опасности навигации средняя продолжительность жизни судов на Миссури составляла лишь около четырёх лет. Строительство трансконтинентальной и северной тихоокеанской железных дорог были началом заката судоходства. Количество судов медленно снижалось, пока почти вовсе не сошло на нет к 1890-м годам. Тем не менее, транспортировка сельскохозяйственной и горнодобывающей продукции на баржах по Миссури ещё переживала второе рождение в первой половине XX века.
Уже в начале XX века Миссури была в высокой степени разработана и подготовлена для удобств навигации. Были прорыты многочисленные углубительные и выпрямительные каналы. Строительство плотин способствовало поддержанию надёжного уровня воды круглый год. Тоннаж грузов, перевозимых баржами на Миссури, стал быстро снижаться с 1960-х годов. Так если в 1977 году он составлял около 3 млн тонн, то к 2000 году снизился до 1,18 млн тонн, а к 2006 году и вовсе упал до 180 000 тонн. Основными причинами столь быстрого сокращения последних лет были частые засухи начала XXI века и сильная конкуренция со стороны других видов транспорта (главным образом железных дорог). Предпринимаются попытки по возрождению речного транспорта на Миссури из-за его эффективности и относительной дешевизны, а также из-за перегруженности других транспортных путей.

## Флора и фауна
Биоразнообразие в пойме реки увеличивается в целом вниз по течению, от субальпийского климата в верховьях до районов умеренного влажного климата в штате Миссури. Растительность прибрежной зоны представлена главным образом такими видами деревьев как тополь, ива и платан, встречаются также клён и ясень. Из-за слишком большой концентрации растворённых осадков в воде, в Миссури не водятся многие типичные беспозвоночные. В бассейне реки обитают около 300 видов птиц и около 150 видов рыб, многие из которых находятся под угрозой исчезновения, например белый лопатонос. В водах и прибрежных районах обитают такие виды млекопитающих как бобры, выдры, ондатры, норки и еноты. Из рыб в Миссури водятся различные представители отряда сомообразные, краппи, большеротый окунь, синежаберный солнечник, белый американский окунь, карп, пёстрый толстолоб, буффало, горбылёвые, сарган и др.
Всемирный фонд дикой природы подразделяет бассейн реки на три основных экорегиона: верхнюю, центральную и нижнюю Миссури. Верхняя Миссури примерно охватывает территорию Монтаны, Вайоминга, Северной Дакоты, юга канадских провинций Саскачеван и Альберта и представляет собой главным образом кустарниковые полузасушливые степи. Данный экорегион характеризуется довольно скудным биоразнообразием, отсутствием эндемиков и небольшим количеством осадков, за исключением Скалистых гор. Центральный регион занимает территории Небраски, северного Канзаса, южного Колорадо и прилегающих штатов, характеризуется лесами и лугами умеренного пояса. Количество видов животных увеличивается здесь примерно вдвое по сравнению с верхним экорегионом. Нижняя Миссури охватывает часть территории одноимённого штата, а также некоторые южные районы Канзаса. Несмотря на значительные температурные колебания, этот регион отличается наибольшим биоразнообразием. 13 видов раков являются эндемичными для низовьев Миссури.

## Экология
Начало ухудшения качества воды в реке связано с развитием торговли, промышленности и судоходства в XIX веке. Изменение гидрологии реки и развитие поймы сильно изменило флору и фауну Миссури. Значительная часть естественной растительности вблизи реки уже давно заменена орошаемыми сельскохозяйственными угодьями. Повышенное содержание азота и некоторых других компонентов, причиной чего являются удобрения, вносимые на поля, являются серьезной проблемой, особенно в низовьях реки, а также в Миссисипи, ниже её слияния с Миссури. Высокая концентрация питательных веществ в Миссури и других притоках Миссисипи являются также причиной низкого содержания кислорода в низовьях реки и в обширной зоне Мексиканского залива.
Строительство плотин и каналов и связанное с ними уменьшение количества переносимого материала является причиной уничтожения мест обитания многих рыб, птиц и земноводных. В начале XXI века снижение популяций многих местных видов побудило Службу охраны рыболовства и диких животных США заняться вопросом сохранения ареалов рыб и птиц, находящихся под угрозой исчезновения. Инженерные войска США также начали работу над восстановлением экосистем вдоль нижнего течения Миссури. В настоящее время считается возможным удаление нескольких плотин, сужающих течение реки, что позволило бы прибрежным экосистемам восстанавливаться самостоятельно. Начиная с 2001 года, имеется около 87 000 акров (350 км²) поймы реки, где происходит активное восстановление.
В 2010 году доклад Национального исследовательского совета отмечал роль осадков, переносимых Миссури, оценивая современные стратегии восстановления мест обитания и альтернативные пути управления отложениями. В докладе отмечается, что лучшее понимание процессов перемещения и откладывания осадков послужит основой для проектов по улучшению качества воды и охране исчезающих видов.